# 不正軽油

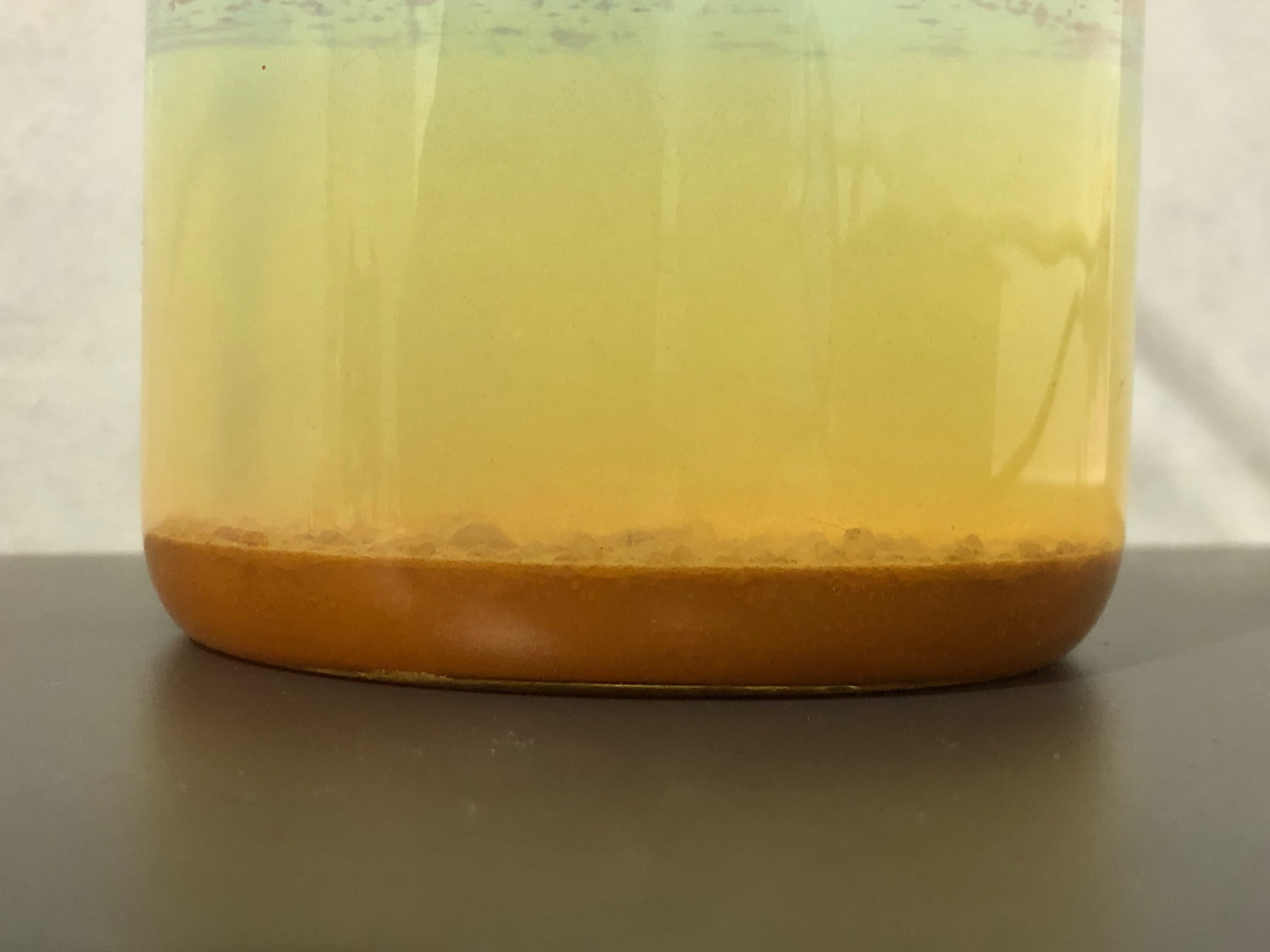
混ぜ物のされた軽油

不正軽油（ふせいけいゆ）とは、軽油に課せられる軽油引取税の脱税を目的として、軽油に灯油や重油をまぜた混和軽油や、灯油と重油をまぜて、濃硫酸や苛性ソーダ、アルミン酸ナトリウムなどの薬品により脱色・クマリン除去処理を行って製造した燃料をいう。

## 不正軽油問題
原則として、軽油引取税は軽油にのみ賦課されるものであり（例外については軽油引取税の項目を参照）、軽油と性状の類似するA重油や灯油に対しては、揮発油税法上賦課されていない。しかも、ディーゼルエンジンの燃料としては必ずしも軽油の性状を満たしている必要はなく、A重油や灯油でも稼働には問題がない。このため、軽油引取税の古典的な脱税手法として、軽油とA重油・灯油を混和したもの・A重油と灯油を混和したものなどを軽油代替の燃料として用いることがしばしば行われる。このような燃料を混和軽油と言い、A重油・灯油を単体でディーゼル車に給油する場合をも含めて『不正軽油』と呼ぶ。
下記に該当するものは不正軽油に該当し、取り締まりの対象となる。
- 都道府県知事の承認を得ずに製造された軽油（製造承認義務違反）
- 都道府県知事の承認を得ずに軽油に重油（A重油）を混ぜた混和軽油
- 都道府県知事の承認を得ずに自動車用燃料として販売または消費される重油

また、罰則は平成23年度からより厳しくなっている。
ディーゼルエンジンは、軽油を燃料として使うように設計されているが、灯油やA重油でも一応は動作する。しかし、上記の混和軽油でディーゼルエンジンを駆動させると、黒煙を盛大に吹き上げて窒素酸化物 (NOx) や粒子状物質 (PM) を大量に放出するようになる。またこのような行為は、燃料タンク周りにあるゴム類や金属類の部品を溶かし、燃焼温度が高くなってエンジン故障リスクとコストを増大させる上に、自動車排出ガス規制や保安基準に不適合な状態となる。
なお、通常の品質の軽油は半透明または薄黄色であるが、重油の混入で黒色や茶褐色になり、灯油の混入で容器に入れて振ったときの泡の切れが早くなる。
軽油への不正混入を防止するために、軽油引取税の課されないA重油や灯油には識別剤としてクマリンが規定濃度分だけ添加されている。このクマリンの測定方法は、石油学会が定める石油類試験関係規格である「石油製品-クマリンの求め方-蛍光光度法」に規定されている
。クマリンはアルカリ加水分解によってシス-o-ヒドロキシ桂皮酸となり、さらに紫外線を照射したときに異性化して生じるトランス-o-ヒドロキシ桂皮酸からの蛍光を測定することでA重油や灯油の混入率が判別される。灯油やA重油が混ざっていれば、ブラックライトで照らすと黄色く光る。純粋な軽油だけなら絶対に光らない。
この摘発を逃れるために、硫酸で処理をしてクマリンを除去した密造軽油が製造されることがある。クマリンの分解過程で硫酸中にクマリンの分解物に加えて重油中のアスファルト質やゴム質および硫黄分などが溶け込み、これらが酸化・重合して硫酸ピッチと呼ばれる物質が生成される。硫酸ピッチは、クマリンと反応しきれなかった硫酸を含有するため強酸性であり、また石油由来の有害成分を含む毒物であるが、処理に高額な費用がかかるため、未処理のまま密造現場付近に不適正放置されたり不法投棄されたりして社会問題化している。
このことから、2004年（平成14年）税制改正で、不正軽油に対する脱税取締体制の強化が図られる一方、廃棄物の処理及び清掃に関する法律（廃棄物処理法）の改正により特別管理産業廃棄物に指定され、硫酸ピッチの廃棄に関する規制・罰則も強化された。
また、硫酸ピッチの問題以外にも、不正軽油を用いた場合にディーゼルエンジン内部で不完全燃焼が発生しやすくなり、排気ガスの環境負荷が大きくなること、ディーゼルエンジンの損傷を招くことも指摘される。特に近年のディーゼルエンジンはコモンレール式噴射装置やターボチャージャーなどで緻密な制御を行っており、また排ガス対策でDPFや尿素SCRシステムなどを用いることから、不正軽油の使用は即故障につながる。
こうした手段で製造された粗悪な燃料が「軽油」と偽って市中で格安で販売されることがある。仕入れた不正軽油を早期に売り切るために、近隣の給油所より大幅に安く販売されている例が多い。安価であることがただちに不正軽油であることを意味するわけではないが、石油販売元売会社と連帯しての品質を保証する旨の表示がない場合には疑わしい。なお一般に、販売店が不正軽油の仕入れ元を明かすことはない。不正軽油の流通は、その目的である軽油引取税の脱税を生じるばかりでなく、製造時の副産物として生じる硫酸ピッチの不法投棄や、その劣悪な品質から生じる不完全燃焼により大気汚染が発生し環境問題にもつながる。不正軽油（特に重油を混ぜたもの）は、ディーゼル車の排気ガス中の有害物質を増加させ、環境や人体の健康を損なうとされている。

## 不正軽油の種類
混和軽油
軽油と重油・灯油を不正に混和したもの
灯油と重油を不正に混和したもの
密造軽油
重油や灯油から酸・アルカリを用いてクマリン（重油や灯油に添加されている識別剤）を除去・脱色したもの。俗にクマ抜きと呼ばれ、硫酸・苛性ソーダ・アルミン酸ナトリウムが用いられる。
硫酸を利用した製造過程では、硫酸ピッチ（強酸性廃棄物）が発生する。
重油からクマリンを抜くことは「黒抜き」、灯油からクマリンを抜くことは「白抜き」と呼ばれる。
灯油
灯油や重油を軽油代替品として、自動車用燃料にそのまま使用するもの
軽油代替品として、灯油に添加剤や潤滑剤・潤滑油を混ぜ、自動車用の燃料として使用するもの
いずれも日本においては軽油引取税の脱税行為にあたり、税務当局の取り締まり対象となる。

## 不正軽油の品質
不正軽油の品質管理はずさんである場合が多い。
- 水や泥や砂などが混入していることもまれではない。
- 不正軽油の製造に従事するものが化学・薬品に関する専門知識を有することは少なく、いわば素人が製造手引きに記載された範囲で硫酸や苛性ソーダなどの酸やアルカリ性薬品を混合し、機械を作動させ製造している[10]。これら薬品の品質や保管状況は非常に劣悪であることが多く、また機械の操作誤りによって不正軽油内に残留する酸性薬品、アルカリ性薬品の濃度が正規の軽油に比較して高い場合がある。
- 正規の軽油に対して行われるべき各種の品質検査が行われることも期待できない。多くの場合は製造者の視認での判断にもとづいて出荷されるようである。

従って不正軽油の使用によって金属製のエンジンに損傷が生じ、不正軽油の使用で得られる経済的利益を、修理などによる経済的損失が上回ることもある。
例えば、正規の軽油を使用する前提で設計されているディーゼルエンジンにとって、不正軽油は硫黄分・炭素分・粘性度・セタン価・水分・酸・アルカリなど設計上想定外の性状・成分から成る燃料であるため、とりわけ燃料ポンプ、燃料フィルターの不調を招きやすい。

## 不正軽油に対する刑罰
各地方運輸局や各都道府県が不正軽油対策協議会を設置し不正軽油の取締りに当たっている。また環境保護の観点からも不正軽油に対する取締りが行われている。
脱税・製造・購入等の罪
2004年（平成16年）からは不正軽油を製造した者への地方税法違反による罰則の強化のみならず、不正軽油を購入した者への罰則の強化も図られている。
以下は2016年時点での脱税・製造・購入等に対する罰則である。
- 軽油取引税の脱税：10年以下の懲役若しくは1000万円以下の罰金。脱税額が1000万円を超える場合は脱税額相当の罰金が科される。
- 不正軽油の製造（製造承認義務違反）：10年以下の懲役若しくは1000万円以下の罰金（法人の場合は更に3億円以下の罰金）。
- 不正軽油に使われることを知って原材料や土地等の提供・運搬：7年以下の懲役若しくは700万円以下の罰金（法人の場合は更に2億円以下の罰金）。
- 不正軽油と知って運搬・保管、購入・販売：3年以下の懲役若しくは300万円以下の罰金（法人の場合は更に1億円以下の罰金）。
- 帳簿書類等の調査や採油、質問等の拒否：1年以下の懲役若しくは50万円以下の罰金。

自動車の整備不良の罪
不正燃料（特に重油が含まれる場合）を使用している場合、その車両は整備不良とみなされ運輸局から整備命令が発せられる。公道でなければ、技術的にはともかく、違法ではない。
環境汚染の罪
硫酸ピッチを所持しているだけで廃棄物の不法投棄とみなされ環境対策当局から厳しく取り締まられる。
無許可の危険物を貯蔵する罪
多量の石油類を無許可で貯蔵している場合、消防法に抵触する。
詐欺罪
不正軽油をその素性を明かさず、自動車燃料として末端消費者に販売した場合は詐欺罪が成立する。

## 不正事件
地方自治体による抜き打ちの燃料抜き取り検査で、軽油にA重油や灯油を混ぜた混和軽油の使用が発覚する例が急増している。
軽油に課せられている軽油引取税の脱税目的で混和軽油は作られ、混和軽油は安価で購入できるために、運送会社がこの違法燃料油を使用する例が後を絶たない。具体的には、運搬・運送業者が石油製品販売業者と共謀して自社の石油製品貯蔵施設などで混和軽油を製造する。
これは消防法違反（不法貯蔵）および地方税法違反（脱税）に該当する違法行為であり、販売および購入の双方が有罪（製造承認義務違反・不正軽油原材料等供給罪）となる。
また、灯油の安さに目を付けた運送業などの大型自動車がセルフ式SSを訪れてこっそり灯油を入れる不正行為も頻発しており、東京都によって石油連盟や東京都石油商業組合に対して監視を強化するよう緊急要請が行われている。
- 2007年8月22日、灯油を混ぜた不正軽油約96リットルを密造したとして、岡山県和気町の石油製品販売業者経営者ら3人が地方税法違反容疑で逮捕された[26]。
- 2012年4月8日、不正軽油を製造、販売し、4.7億円を脱税したとして愛知県名古屋市の石油製品販売業者経営者ら5人が地方税法違反容疑で逮捕された[27]。
- 2015年7月2日、灯油を混ぜた不正軽油約730万リットルを密造したとして、地方税法違反（製造承認義務違反）容疑で、奈良県橿原市の石油販売会社元社長が逮捕された[28]。
- 2015年11月12日、不正軽油を密造し約5億円を脱税したとして兵庫県尼崎市の石油製品販売会社社長ら4人が逮捕された[29]。
- 2016年1月25日、知事の承認を得ずに不正軽油を製造したとして製造承認義務違反容疑で和歌山県和歌山市の石油製品販売会社社長が逮捕された[30]。
- 2016年11月23日、在韓米軍に軽油ではなく灯油を納入し差額の約6億円を横領していたとして業者44人が検挙された。18か月の間に約500回、約435万リットル分がすり替えられており、調査により米軍の軽油タンクに入っていた液体の95％が灯油であったことが判明した[31]。